# HNK Orašje
HNK Orašje – Hrvatski Nagometni Klub Orašje, (pol.: Chorwacki Klub Piłkarski Orašje) to klub piłkarski z bośniackiego miasta Orašje, reprezentujący społeczność chorwacką, występujący obecnie w Druga liga BiH.

## Historia
Klub powstał w 1996 roku. Początkowo występował w lokalnych rozgrywkach bośniackich Chorwatów oraz w tzw. I lidze Herceg-Bośni. Od 2000 roku do spadku po sezonie 2008/2009, przez 9 sezonów, grał w Premijer lidze, czyli najwyższej klasie rozgrywkowej Bośni i Hercegowiny. Największe osiągnięcie w tych rozgrywkach to dwukrotne 7. miejsce. W 2006 roku klub zdobył najważniejsze trofeum w swojej historii, sięgając po Puchar Bośni i Hercegowiny. W sezonie 2008/09 HNK Orašje zajął przedostatnie miejsce w Premijer lidze, spadając tym samym do II ligi, w której występuje do teraz (sezon 2011/12).

## Europejskie puchary
W sezonie 2006/07 klub jedyny raz w swej historii reprezentował swój kraj w Pucharze UEFA. Odpadł jednak w 1. rundzie kwalifikacji tych rozgrywek, przegrywając dwukrotnie ze słoweńskim NK Domžale 0:2 i 0:5.
Legenda do wszystkich tabel:
- Q – runda eliminacyjna, 1/16, 1/8, 1/4, 1/2 – odpowiednia faza rozgrywek, Grupa – runda grupowa, 1r gr – pierwsza runda grupowa, 2r gr – druga runda grupowa, F – finał, R – runda, PO – play-off
- k. – rzuty karne, los. – losowanie, Dogr. – dogrywka, w. – zasada bramek strzelonych na wyjeździe

| Sezon   | Rozgrywki   | Runda | Przeciwnik | Dom | Wyjazd | Ogólnie |
| ------- | ----------- | ----- | ---------- | --- | ------ | ------- |
| 2006/07 | Puchar UEFA | 1Q    | NK Domžale | 0–2 | 0–5    | 0–7     |

## Osiągnięcia
- Zdobywca Pucharu Bośni i Hercegowiny (1): 2005/06